# Elisa Di Francisca
Elisa Di Francisca  (Jesi, 13 december 1982) is een Italiaans schermster. Ze is zesvoudig Europees kampioene schermen en viervoudig wereldkampioen schermen op het onderdeel floret (zowel individueel als in teamverband).
Op de Olympische Zomerspelen 2012 behaalde ze op het onderdeel floret de olympische titel in het individuele toernooi.

## Carrière
- 2004 - team brons op Europese -; goud Wereldkampioenschappen
- 2005 - team goud op Europese kampioenschappen
- 2006 - individueel zilver op Europese - en team op Wereldkampioenschappen
- 2009 - team goud op Europese - en Wereldkampioenschappen; individueel brons op Wereldkampioenschappen
- 2010 - team goud op Europese - en Wereldkampioenschappen; individueel goud op Wereldkampioenschappen brons Europees
- 2011 - individueel en team goud op Europese en zilver op  Wereldkampioenschappen
- 2012 - individueel en team goud op Olympische Zomerspelen 2012